# Sharon Campbell
Sharon Campbell é uma diplomata britânica que foi embaixadora britânica no Haiti até agosto de 2020. De 2011 a 2015 foi embaixadora do Reino Unido na Costa Rica.
Ela e o marido, Chris Campbell, foram o primeiro casal a serem embaixadores nos países vizinhos.